# Jhené Aiko
Jhené Aiko o Jhené, pseudonimo di Jhené Aiko Efuru Chilombo (Los Angeles, 16 marzo 1988), è una cantautrice statunitense.
Dopo un esordio in tenera età come corista e comparsa nei video per i B2K ed un tentativo fallito di lanciare un album già nel 2003, Aiko ha lanciato definitivamente la sua carriera musicale nel decennio successivo. L'artista è attualmente legata alla ARTium ed alla Def Jam ed ha pubblicato 4 album, oltre ad aver inciso collaborazioni di successo con artisti come Big Sean, Drake, Omarion, Chris Brown.

## Biografia

### Esordi con B2K e Sony,Sailing Soul(s)(2002-2011)
Nata a Los Angeles, da parte materna ha origini giapponesi e da parte paterna ha origini nigeriane. Inizia la sua carriera musicale collaborando col gruppo B2K. Successivamente partecipa alla colonna sonora d Il maestro cambiafaccia e firma un contratto discografico con Ultimate Group ed Epic Records, entrando quindi a far parte della Sony Music. pubblica il video del brano NO L.O.V.E. nel 2002.
In questo periodo la sua casa discografica diffonde la fake news che l'artista fosse cugina di Lil Fizz, il rapper dei B2K. Nello stesso periodo, l'artista appare in vari music video dei B2K e non solo.
In seguito al lancio di NO L.O.V.E. e del relativo videoclip, Jhené avrebbe dovuto pubblicare il suo album di debutto My Name Is Jhené nel 2003, ma il disco non fu mai edito a causa di conflitti fra le case discografiche che la gestivano. Jhené chiese ed ottenne la fine precoce dei suoi contratti discografici per poter continuare a studiare, e restò dunque lontana dal mondo della musica fino al 2007, anno in cui ha deciso di tornare in contatto con le case discografiche poco dopo aver scoperto di essere incinta della sua primogenita.
In quell'occasione, Aiko decise di non voler vendere se stessa e così dopo alcuni anni, nel marzo 2011, ha pubblicato un mixtape dal titolo Sailing Soul(s). L'album include collaborazioni di livello, o comunque con artisti che sarebbero diventati famosi: Drake, Miguel e Kanye West e quasi tutte le canzoni, tutte tranne July, sono scritte da lei. Segue la firma di un contratto per una casa discografica indipendente, la Top Dawg Entertainment, e la pubblicazione di un EP sotto tale etichetta: Sail Out.

### Souled Oute collaborazioni (2012-2014)

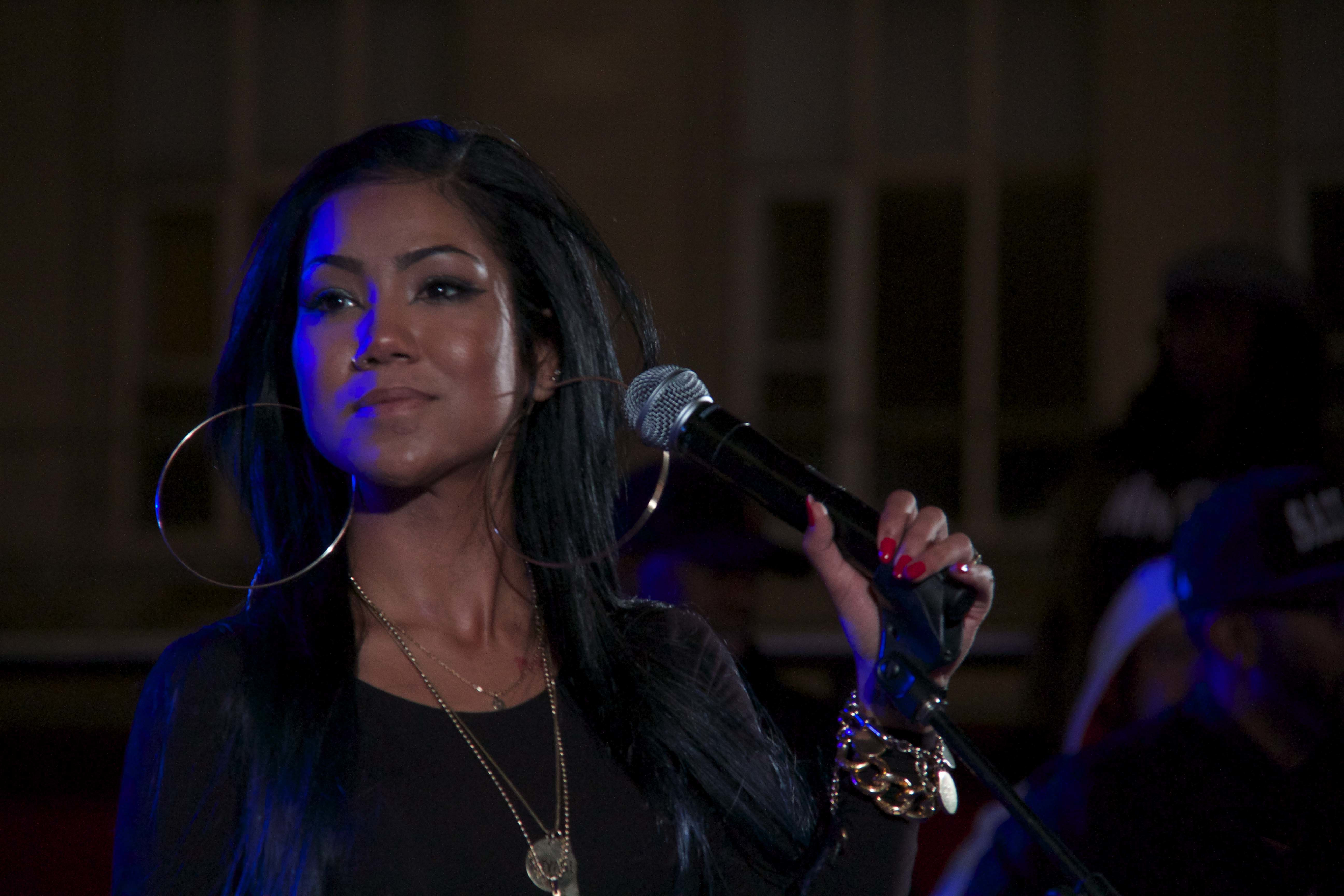
Jhené nel 2013 durante un'esibizione

A questo punto, Aiko firma un contratto discografico con la Def Jam  e con l'etichetta di NO I.D ARTium, che fa parte della stessa Def Jam. Nel 2012 e nel novembre 2013 pubblica l'EP Sail Out, il cui singolo The Rose diventa il primo brano della Aiko ad entrare in una classifica  Sempre nel 2013 ha l'opportunità di girare in tour insieme a Nas e Lauryn Hill durante il loro joint tour. Nel settembre 2014 esce il suo album d'esordio Souled Out. Ha collaborato con Big Sean, Drake (From Time), Chris Brown (Drunk Texting), Ab-Soul (Nothing New), Schoolboy Q (Fantasy), Kendrick Lamar, J. Cole e altri artisti. Prima del lancio del disco, nel 2013, vengono lanciati vari singoli tra cui il primo estratto 3:16 AM,
Nel 2014 Aiko viene inserita nel singolo di Omarion Post To Be, insieme anche a Chris Brown: il brano ottiene un forte successo internazionale. Sempre nel 2014 appare nell'album di Chris Brown X e apre invece i concerti di Drake, che rispetto al 2011 ha notevolmente accresciuto la sua fama e che nel 2013 aveva permesso a Jhené di apparire per la prima volta su un palco importante, quello del Saturday Night Live. Nel febbraio 2015 riceve tre candidature ai Grammy Awards 2015, incluse quelle nelle categorie "Miglior canzone R&B" (per The Worst) e "Miglior album urban contemporary" (per Sail Out), mentre l'album è citato da molti critici come uno dei migliori del 2014.

### Twenty88,Trip,Chilombo(2015-presente)
Nel 2015 appare nella compilation We Love Disney con il brano In a World of My Own / Very Good Advice. Collabora con il rapper Big Sean alla realizzazione dell'album Twenty88; gli artisti vengono appunto accreditati come Twenty88, in qualità di supergruppo, e l'album viene diffuso a partire dal marzo 2016.  Il progetto è stato reso disponibile in un primo momento come esclusiva Tidal e solo da aprile 2016 su tutte le piattaforme.  Nel 2017 collabora nuovamente con Chris Brown per l'album Heartbreak On A Full Moon, brano in cui è presente anche R. Kelly.
Nel settembre 2017, anticipato dal singolo While We're Young uscito in giugno, viene pubblicato il suo secondo album Trip. Nello stesso anno collabora con 2 Chainz, Ty Dolla $ign e Trey Songz per la canzone It's a Vibe. Nello stesso periodo l'artista pubblica svariati singoli da standalone singles, incluse alcune collaborazioni. Nel 2018 si esibisce in tournée prima al fianco di Lana Del Rey per il LA to the Moon Tour e poi con Beyoncé e Jay-Z per il On the Run II Tour.
Nel maggio 2019 pubblica il singolo Triggered (Freestyle), seguito da None of Your Concern in collaborazione con Big Sean. Segue la pubblicazione del suo quarto album, e terzo da solista, Chilombo. Viene estratto un terzo singolo, P*ssy Fairy. Successivamente l'artista pubblica anche un'edizione deluxe dell'album. Il 4 ottobre 2020 prende parte ad un episodio della serie TV Black-Ish dedicato alle elezioni politiche statunitensi: durante tale apparizione viene lanciato il brano inedito Vote, pubblicato subito dopo su ogni piattaforma. Il 23 ottobre 2020 collabora con Saweetie nel singolo Back to the Streets. Nel 2021 l'artista rende disponibile sui servizi streaming il mixtape Sailing Soul(s).

## Stile e influenze

### Voce e stile
Vocalmente, Jhené Aiko è classificata come soprano. Il suo timbro viene descritto come dolce e sensuale dalla critica, mentre il suo stile musicale è stato definito come "un R&B futuristico che mescola il genere classico con l'hip hop e scivola nella musica psichedelica". Il magazine XXL definisce il suo stile come un R&B alternativo e rivoluzionario.  Per quanto riguarda il processo di scrittura, Aiko ha affermato di scrivere tutti i giorni in maniera piuttosto libera e di trasformare in canzoni soltanto alcuni pezzi che ritiene più rappresentativi. Questo materiale creato quotidianamente riguarda semplicemente ciò che sente, ciò che prova.

### Ispirazioni
Jhené Aiko ha citato svariati artisti come sue influenze: Tupac, Eminem, Kendrick Lamar, Aaliyah, Kid Kudi, Brandy, Beyoncé, Ari Lennox, John Mayer. La Aiko ha inoltre citato Alanis Morisette, Fiona Apple, Sade Adu e Lil Kim in qualità di artisti che ha ascoltato molto durante l'adolescenza.

### Eredità artistica
La stessa Aiko ha costituito un'influenza per altri artisti: fra gli altri Nick Jonas l'ha citata come fonte d'ispirazione per il suo album eponimo.

## Vita privata
Dal 2005 al 2008 ha una relazione col cantante O'Ryan, fratello del cantante Omarion. Nel 2008 nasce la figlia Namiko Love.
Nel 2012 muore di cancro il fratello maggiore Miyagi, a cui aveva dedicato la canzone "For My Brother".
Sua sorella è Mila J, anche lei diventata famosa come cantante R&B.
Nel 2016 sposa il produttore Dot da Genius. La coppia si separa finalizzando il divorzio nel 2017. Successivamente ha una relazione con il rapper Big Sean: i due si lasciano a novembre 2018, restando tuttavia in buoni rapporti e continuando a collaborare musicalmente, per poi tornare insieme nei mesi successivi. I due hanno avuto il loro primo figlio insieme a novembre 2022.

## Discografia
- 2014 – Souled Out
- 2016 – Twenty88 (con Big Sean come Twenty88)
- 2017 – Trip
- 2020 – Chilombo

## Tournée
- Enter the Void Tour (2014)
- Trip (The Tour) (2017-2018)
- The Magic Hour Tour (2020)

Come artista d'apertura
- J. Cole – Forest Hills Drive Tour (2014-2015)
- Drake – Would You Like a Tour? (2013-2014)
- The Weeknd – King of the Fall Tour (2014)
- Snoop Dogg e Wiz Khalifa – The High Road Summer Tour (2016)
- Lana Del Rey – LA to the Moon Tour (2018)
- Beyoncé e Jay-Z – On the Run II Tour (2018)